# Jake Sumner
Jake Sumner (Parijs, 24 mei 1985) is een Brits fotomodel.
Jake Summer is de zoon van zanger Sting en actrice/producer Trudie Styler. Zijn geboorte is gedocumenteerd in de documentaire Bring on the Night. Hij stond in 2003 op de catwalk voor Tommy Hilfigers denimcampagne.
Hij is de halfbroer van muzikant Joe Sumner en de broer van Eliot Sumner.